# Galenia secunda
Galenia secunda là một loài thực vật có hoa trong họ Phiên hạnh. Loài này được (L.) Sond. mô tả khoa học đầu tiên năm 1862.